# Volo Braniff 250
ll volo Braniff Airways 250 era un volo di linea della Braniff Airways tra l'Aeroporto di New Orleans e l'aeroporto di Minneapolis con scali intermedi a Shreveport, Forth Smith, Tulsa, Kansas e Eppley.
Il 6 agosto 1966 il BAC One-Eleven che operava il volo precipitò nei pressi di Falls City (Nebraska) a causa di un cedimento strutturale provocato dall'ingresso dell'aereo in una violenta turbolenza. Tutti e trentotto passeggeri ed i quattro membri dell'equipaggio perirono nello schianto.

## L'aereo
Il velivolo coinvolto nell'incidente era un bimotore a reazione BAC One-Eleven 203AE con numero di registrazione N1553 e S/N 70 costruito nel dicembre 1965.

## L'incidente
Il BAC 1-11 decollò da Kansas City alle 22:55 con un piano di volo IFR ad una altitudine di crociera di 20.000 piedi. Dopo il decollo i piloti parlarono circa le condizioni meteo con i controllori del traffico aereo ed ottennero l'autorizzazione a proseguire verso Omaha a 5.000 piedi. Alcuni testimoni oculari osservarono l'aereo entrare dentro una nuvola. Poco dopo videro una esplosione nel cielo seguita da una palla di fuoco cadere dalle nuvole.

## Le indagini
Per accertare le cause dell'incidente venne nominata una commissione di inchiesta presieduta dal National Transportation Safety Board. Per la prima volta, su un velivolo di registrazione statunitense, il cockpit voice recorder fu utilizzato ai fini di indagine.
Al momento del decollo del volo 250 ai piloti fu fornito dalla compagnia aerea un bollettino meteo sulla zona che risultava però inaccurato. Il BAC entrò in una zona caratterizzata da estrema turbolenza a circa 5 miglia dalla zona temporalesca. Nel tentativo di tornare indietro i piloti iniziarono a virare verso sinistra. I forti venti compromisero i piani di coda e nel caso del BAC One-Eleven con impennaggio a T il velivolo divenne incontrollabile sia sul piano del beccheggio che sul rollio.